# Byl jednou jeden… vynálezce
Byl jednou jeden… vynálezce (ve francouzském originále Il était une fois… les découvreurs) je francouzský vzdělávací animovaný televizní seriál premiérově vysílaný v letech 1994 až 1995, jež patří do řady seriálů Byl jednou jeden… Autorem námětu a režisérem seriálu je francouzský producent a scenárista Albert Barillé.

## Seznam dílů
Díly seriálu jsou věnovány příběhům vynálezců či nových vynálezů v dějinách lidstva.
1. Naši čínští předkové
2. Archimédes a Staří Řekové
3. Hérón z Alexandrie
4. Měření času
5. Jindřich Mořeplavec a kartografie
6. Gutenberg a knihtisk
7. Leonardo da Vinci
8. Lékaři
9. Galileo Galilei
10. Isaac Newton
11. Buffon a dějiny naší planety
12. Lavoisier a chemie
13. Stephenson - plnou parou vpřed
14. Faraday a elektřina
15. Darwin a evoluce
16. Mendel a hrách
17. Pasteur a mikroorganismy
18. Thomas Edison a aplikované vědy
19. Marconi a elektromagnetické vlny
20. Ford a dobrodružství jménem automobil
21. Létání
22. Marie Curieová-Sklodowská
23. Albert Einstein
24. Lorenz – Táta Kačer
25. Armstrong, Měsíc a vesmír
26. Budoucnost

## České znění
- Vladimír Fišer – Maestro
- Petr Jančařík – Petr
- Miloslav Študent – Vazoun
- Ladislav Gerendáš
- Zora Kostková
- a další…